# Austria en los Juegos Olímpicos de Estocolmo 1912
Austria estuvo representada en los Juegos Olímpicos de Estocolmo 1912 por un total de 85 deportistas que compitieron en 12 deportes.  

## Medallistas
El equipo olímpico austríaco obtuvo las siguientes medallas:
| Nombre | Deporte  | Competición          |
| --- | -------- | -------------------- |
| Oro |          |                      |
| — |          |                      |
| Plata |          |                      |
| Richard Verderber Otto Herschmann Rudolf Cvetko Andreas Suttner Friedrich Golling Albert Bogen Reinhold Trampler | Esgrima  | Sable por eqs. M     |
| Felix Pipes Arthur Zborzil                                                                                       | Tenis    | Dobles M             |
| Bronce |          |                      |
| Richard Verderber                                                                                                | Esgrima  | Florete individual M |
| Margarete Adler Klara Milch Josephine Sticker Berta Zahourek                                                     | Natación | 4 × 100 m libre F    |